# Néfermaât (vizir de Khéops)
Pour les articles homonymes, voir Néfermaât.
Néfermaât est un prince de la IVe dynastie. Il est le fils de Néfertkaou et donc le petit-fils du pharaon Snéfrou. Sous le règne du pharaon Khéops, il occupe la fonction de vizir et il est donc le plus haut fonctionnaire après le roi.

## Généalogie
Il est le fils de Néfertkaou, elle-même fille de Snéfrou. Le nom de sa femme est inconnu. Il est également le père de Snéfroukhaf.

## Titres de Néfermaât
Néfermaât a plusieurs titres :
- imy iz « celui qui occupe la fonction, conseiller »
- iry-pˁt « noble, prince héritier, gardien des nobles »
- mniw nḫn « protecteur de Nekhen »
- wr di.w pr ḏḥwty « le plus grand des cinq du temple de Thot »
- ḥȝty « comptable »
- ḥrỉ-tp nḫb « seigneur de Nekheb »
- ȝrp iȝwt nbwt nṯrwt « directeur de chaque office divin »
- ḫrp ˁḥ « directeur du palais »
- htm (ty)-bity « sceau du Seigneur de la Haute et de la Basse-Égypte »
- sȝ nswt « fils de roi »
- sȝ nswt n ẖt.f « fils du roi, de son corps »
- smr wˁty n(y) mrwt « compagnon unique »
- tȝyty sȝb ṯȝty « celui qui garde la porte (ou le rideau), chef de la justice, vizir ».

## Sépulture
Il fait aménager son mastaba (G 7060) non loin de la pyramide de son oncle et souverain Khéops à Gizeh, et aménage les tombes de ses proches à proximité, celle de sa mère (G 7050) et celle de son fils Snéfroukhaf (G 7070).
La chapelle des offrandes de sa tombe contient des reliefs le représentant avec son fils et sa femme.
Cette nécropole familiale a été une première fois fouillée par Karl Richard Lepsius au XIXe siècle puis par George Andrew Reisner en 1926. Les mastaba livrèrent les massifs sarcophages du vizir et de sa famille avec leurs lourds couvercles à tenons ainsi que des stèles fausses portes.
Celui de Néfermaât avait été pillé sans doute dès l'antiquité puisqu'il fut réutilisé tardivement par un dénommé Padihor (...) dont on a retrouvé les reliefs d'un viatique funéraire typique de la Basse époque, composé pour l'essentiel de vestiges de sarcophage, d'un ouchebti partiel et de nombreuses amulettes en fritte glaçurée bleue qui devaient protéger une momie disparue.

## Bibliographíe
- Aidan Mark Dodson, Dyan Hilton, The Complete Royal Families of Ancient Egypt, The American University in Cairo Press, 2004 (ISBN 977-424-878-3), p. 52-61
- Karl Richard Lepsius, Denkmaeler aus Aegypten und Aethiopien, 1849 (lire en ligne)
- Bertha Porter, Rosalind Moss, Topographical Bibliography of Ancient Egyptian Hieroglyphic Texts, Reliefs and Paintings. III. Memphis, Oxford University Press, 1974
- George Andrew Reisner, A History of the Giza Necropolis, vol. I, Harvard University Press, 1942